# Tarek Al-Wazir

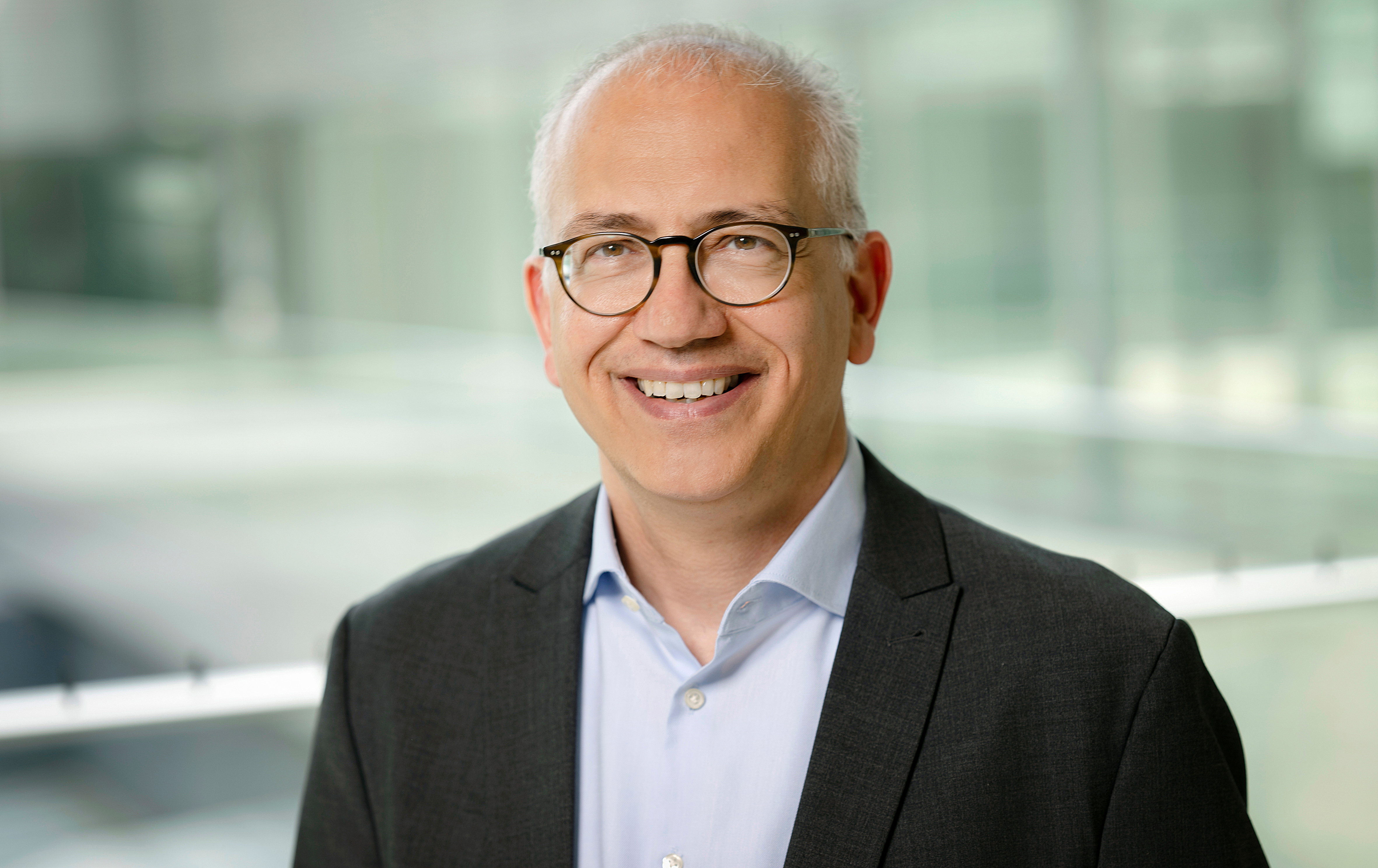
Tarek Al-Wazir (2025)

Tarek Al-Wazir (arabisch طارق الوزير, DMG Ṭāriq al-Wazīr; * 3. Januar 1971 in Offenbach am Main) ist ein deutscher Politiker (Bündnis 90/Die Grünen). Er war von 2014 bis 2024 Hessischer Minister für Wirtschaft, Energie, Verkehr und Wohnen und Stellvertreter des Hessischen Ministerpräsidenten in den schwarz-grünen Kabinetten Bouffier II, Bouffier III und Rhein I.
Von 1995 bis 2025 war er – mit Unterbrechung von 2017 bis 2019 – Mitglied des Hessischen Landtags. Von 2019 bis 2023 war er der direkt gewählte Wahlkreisabgeordnete im Wahlkreis Offenbach-Stadt. Von 2000 bis 2014 war er Fraktionsvorsitzender der Grünen im Landtag. Er war bei der Landtagswahl in Hessen 2013 neben Angela Dorn und bei der Landtagswahl in Hessen 2018 neben Priska Hinz Spitzenkandidat der Grünen. Bei der Landtagswahl in Hessen 2023 war er Kandidat der Grünen für das Amt des hessischen Ministerpräsidenten. Al-Wazir hat die deutsche und die jemenitische Staatsbürgerschaft.
Seit 2025 ist er Mitglied des Deutschen Bundestages. Dort ist er seit 21. Mai 2025 Vorsitzender des Verkehrsausschusses.

## Jugend und Studium
Al-Wazir ist der Sohn der deutschen Lehrerin Gerhild Knirsch und des jemenitischen Ex-Diplomaten und Geschäftsmanns Mohamed Al-Wazir. Sein arabischer Familienname bedeutet übersetzt „der Minister“. Er besitzt die Staatsbürgerschaften beider Länder. Zunächst wuchs er bei seiner Mutter in Offenbach auf, mit 14 Jahren zog er für zwei Jahre zu seinem Vater in die jemenitische Hauptstadt Sanaa und besuchte dort eine internationale Schule. 1987 kehrte er wieder nach Offenbach zurück. Die Zeit im Jemen beschreibt er als sehr prägend in seiner Entwicklung. Nach dem Abitur im Jahr 1991 an der Max-Beckmann-Schule in Frankfurt a. M. absolvierte Al-Wazir von 1991 bis 1992 seinen Zivildienst und studierte danach Politikwissenschaft an der Johann Wolfgang Goethe-Universität, wo er sich im Konvent der Universität engagierte. Al-Wazir schloss das Studium als Diplom-Politologe ab, während er bereits Parlamentarier war. Seine Diplomarbeit trägt den Titel: „Der aufhaltbare Weg zum Einwanderungsland.“
Tarek Al-Wazir ist verheiratet und hat zwei Söhne.
Sein Großonkel war der Aufständischenführer Sayf Abdallah ibn Ahmad al-Wazir, der sich im Jemen im Februar 1948 selbst zum König ernannte und kurz darauf hingerichtet wurde.

## Grünen-Politiker seit 1989
Als Gymnasiast wurde Al-Wazir 1989 Mitglied der Grünen. Von 1992 bis 1994 war er Vorsitzender der Grünen Jugend Hessen. Im Dezember 2006 wurde Tarek Al-Wazir in den Bundesparteirat von Bündnis 90/Die Grünen gewählt. Diesem gehörte er ununterbrochen bis 2015 an. Von September 2007 bis Dezember 2013 war er, gemeinsam mit Kordula Schulz-Asche, Landesvorsitzender der hessischen Grünen.

## Abgeordneter

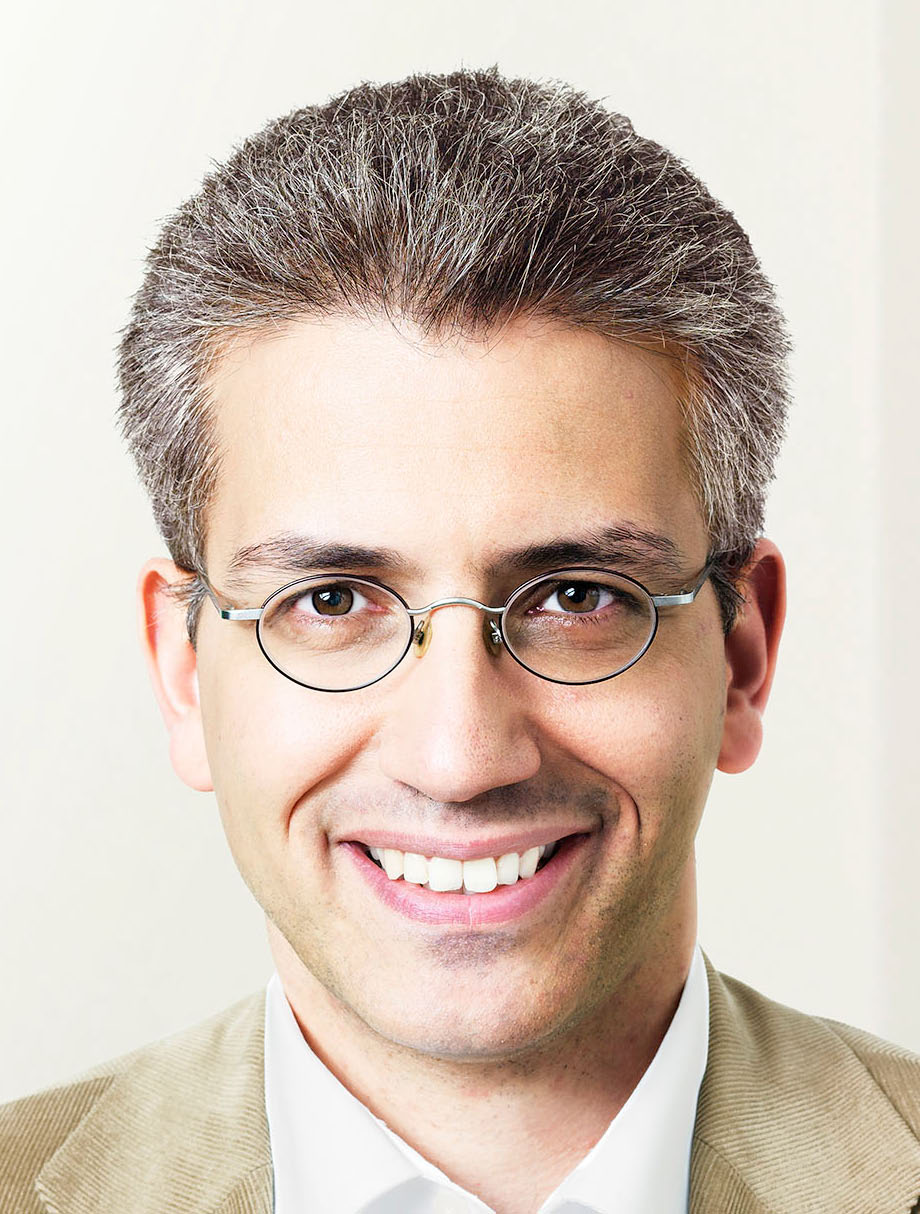
Tarek Al-Wazir (2007)

Von 1993 bis 1997 und erneut von 2000 bis 2016 gehörte Tarek Al-Wazir der Stadtverordnetenversammlung von Offenbach am Main an.
1995 bis 2017 war Al-Wazir erstmals Mitglied des Hessischen Landtages. Hier war er von Mai 2000 bis Januar 2014 Fraktionsvorsitzender der Fraktion von Bündnis 90/Die Grünen. Als medienpolitischer Sprecher war er zugleich Mitglied des Rundfunkrates des Hessischen Rundfunks.
Nach der Landtagswahl in Hessen 2008 wollte er seine Fraktion in eine rot-grüne Regierung führen, die von der Linken geduldet werden sollte. Er selbst sollte Umweltminister und stellvertretender Ministerpräsident werden. Die geplante Duldung durch die Linke, die vor der Wahl von der SPD und ihrer Spitzenkandidatin Andrea Ypsilanti ausgeschlossen worden war, wurde von der SPD-Abgeordneten Dagmar Metzger von Anfang an abgelehnt. Kurz vor der entscheidenden Landtagssitzung kündigten drei weitere Mitglieder der SPD-Fraktion an, die Regierung nicht mitzuwählen. Daraufhin löste sich das Parlament auf und es wurden Neuwahlen angesetzt.
Bei diesen Neuwahlen am 18. Januar 2009 erreichte Bündnis 90/Die Grünen das bis dahin beste je in einem bundesdeutschen Flächenland erzielte Ergebnis, ohne für eine Regierungsbildung in Frage zu kommen. Al-Wazir trat im Wahlkreis Offenbach-Stadt als Direktkandidat an, unterlag jedoch Stefan Grüttner (CDU) und Heike Habermann (SPD).
Bei der Landtagswahl in Hessen 2013 trat er im Wahlkreis Offenbach-Stadt an. Hier unterlag er gegen Stefan Grüttner. Ihm gelang jedoch der Wiedereinzug in den Landtag über einen Listenplatz der Partei. Am 16. Oktober 2017 legte er sein Landtagsmandat nieder. Bei der Landtagswahl in Hessen 2018 gewann er in seinem Wahlkreis mit 27,5 Prozent der Wahlkreisstimmen und erhielt somit ein Direktmandat. Für die Landtagswahl in Hessen 2023 nominierten die Grünen mit Al-Wazir erstmals einen offiziellen Kandidaten für das Amt des hessischen Ministerpräsidenten. Er verlor 2023 in seinem Wahlkreis sein Direktmandat an die CDU-Politikerin Kim-Sarah Speer. Er konnte jedoch über die Liste in den Landtag einziehen.
Bei der Bundestagswahl 2025 kandidierte er im Bundestagswahlkreis Offenbach und zog über Platz vier der Landesliste in den Bundestag ein. Im Zuge dessen legte er sein Landtagsmandat nieder; für ihn rückte Andreas Ewald in den Landtag nach. Am 21. Mai 2025 wurde Al-Wazir zum Vorsitzenden des Verkehrsausschusses im Bundestag gewählt. Er ist außerdem stellvertretendes Mitglied im Ausschuss für Arbeit und Soziales.

## Wirtschaftsminister und stellvertretender Ministerpräsident von 2014 bis 2024
Tarek Al-Wazir war als Spitzenkandidat der Landtagswahl in Hessen 2013 Verhandlungsführer bei den anschließenden Sondierungsgesprächen und Koalitionsverhandlungen. Am 18. Januar 2014 wurde er bei der Vereidigung des Kabinetts Bouffier II zum Stellvertreter des Ministerpräsidenten Volker Bouffier und zum Staatsminister für Wirtschaft, Energie, Verkehr und Landesentwicklung ernannt.
Nach der Landtagswahl in Hessen 2018 bestand für Al-Wazir die theoretische Möglichkeit, als Spitzenkandidat der stimmenstärksten Partei in einer Ampelkoalition selbst das Amt des Ministerpräsidenten anzustreben. Die FDP Hessen wollte jedoch nicht über eine Landesregierung unter Führung der Grünen sondieren. Daher kam es erneut zur Bildung einer schwarz-grünen Landesregierung. Al-Wazirs Staatsministerium wurde im Januar 2019 bei der Bildung des Kabinetts Bouffier III zum Ministerium für Wirtschaft, Energie, Verkehr und Wohnen umbenannt. Dieses Ministeramt hatte er ab dem 31. Mai 2022 auch im Kabinett Rhein I inne. Im Zuge der Bildung des Kabinetts Rhein II schied er am 18. Januar 2024 aus dem Ministeramt aus.
Al-Wazir unterstützte in seiner Funktion als hessischer Verkehrsminister den Aufbau von Oberleitungen an Autobahnen, so teilte er im November 2021 mit, dass die Oberleitung auf Autobahn A5 für weitere 12 Mio. € verlängert werden soll, was damit zu Gesamtkosten von 25 Mio. € führte. Ziel dieses Projektes war es, dass LKW in Zukunft klimaneutral auf den Autobahnen unterwegs sein können.

## Politische Positionen und Rezeption
Als grüner hessischer Vize-Ministerpräsident und Verkehrsminister wurde Al-Wazir durch Gegner des Ausbaus der A49 wegen der Umsetzung des Vorhabens kritisiert. Al-Wazir verteidigt sich gegen die Kritik mit dem Argument, dass er zwar schon immer gegen den Ausbau der A49 gewesen sei und sein „ganzes politisches Leben gegen den Bau der Autobahn gekämpft“ habe, als Minister aber rechtlich bindende Beschlüsse umsetzen müsse. In seiner Partei, den Grünen, gibt es Initiativen, die Planungen für den Aus- und Neubau von Autobahnen, inklusive bereits beschlossener Autobahnprojekte, kritisch zu überprüfen.
Al-Wazir verteidigte im Dezember 2021 den Bau des Riederwaldtunnels gegen Kritik aus der Opposition. Dabei erklärte er, dass der Tunnel „eine spürbare Entlastung hinsichtlich Stau und Emissionen“ ermöglichen würde.
Im Juli 2023 zeichnete der Fahrgastverband Pro Bahn Al-Wazir mit dem Negativpreis „Hessischer Hemmschuh“ aus. Hintergrund ist laut Pro Bahn, dass der Verkehrsminister im Vergleich zu anderen Bundesländern deutlich weniger Mittel für den öffentlichen Nahverkehr zur Verfügung stellt und darüber hinaus keine Projekte zum Ausbau auf den Weg gebracht hat. Seit Al-Wazirs Amtsantritt als Minister 2014 seien keine neuen Projekte zur Entwicklung des Schienenverkehrs in Hessen auf den Weg gebracht worden. Er verteidigt sich gegen die Kritik damit, dass das Land Hessen zu jedem Euro an Bundesmitteln weitere 0,30 Euro zur Verfügung stellen würde. Gemäß Pro Bahn liege Hessen damit aber im unteren Drittel aller Bundesländer.

## Sonstiges
Im November 2014 wurde Al-Wazir gemeinsam mit Volker Bouffier von der Fachzeitschrift Politik & Kommunikation als „Politiker des Jahres“ ausgezeichnet. Eine Umfrage im Oktober 2018 der Forschungsgruppe Wahlen im Auftrag des Radiosenders FFH sowie der Frankfurter Allgemeinen Zeitung ergab, dass Al-Wazir der beliebteste Politiker Hessens ist.
Al-Wazir ist Anhänger der Kickers Offenbach, des größten Fußballvereins in der Stadt Offenbach am Main.